# ايرو إيه 10
ايرو إيه 10 (بالإنجليزية: Aero A.10)‏ هي طائرة ركاب، ذات سطحين، تتسع لخمسة ركاب. أنتجت في تشيكوسلوفاكيا. من صناعة ايرو فودوتشودي. كانت تستخدم بشكل أساسي من قبل الخطوط الجوية التشيكية. كان أول طيران لها في 3 يناير 1922. انتهت خدمتها في 1928.